# Søndre Ringvej (Sæby)
 For alternative betydninger, se Søndre Ringvej. (Se også artikler, som begynder med Søndre Ringvej)
Søndre Ringvej  er en tosporet ringvej der går igennem Sæby.
Vejen er med til at lede trafikken som skal ud til Frederikshavnmotorvejen E45 der går mod Aalborg og Frederikshavn samt sekundærrute 180 der går mod Frederikshavn og Syvsten bliver ledt syd om Sæby Centrum, så byen ikke bliver belastet af for meget gennemkørende trafik.
Vejen forbinder Ålborgvej i vest med Havnen i øst, og har forbindelse til Toldbodvej, Solsbækvej og Strandgade.